# 1989년 동계 스페셜 올림픽
제4회 동계 스페셜 올림픽 세계 대회는 1989년 4월 1일부터 4월 8일까지 미국 리노, 타호호에서 열린 스페셜 올림픽이다.